# Église épiscopalienne en Colombie
L'Iglesia Episcopal en Colombiana - Comunión Anglicana (« Église épiscopalienne en Colombie - Communion anglicane ») est un diocèse anglican couvrant le territoire de la Colombie. Il a été créé en 1963, au sein de l'Église épiscopalienne des États-Unis dont il fait toujours partie. Son évêque actuel est le Très Révéré Francisco Duque Gomez. L'Église épiscopalienne de Colombie est membre du Conseil latino-américain des Églises.

## Historique
La présence de l'Église anglicane en Colombie a d'abord pris la forme d'une chapelle qui dépendait de l'évêque anglican des Îles Malouines à partir de 1869. En pratique, les fidèles résidant en Colombie étaient desservis par des pasteurs venant du Panama. En 1920, quand fut érigé le diocèse de Panama, les fidèles colombiens passèrent sous sa juridiction. En 1946, l'Archevêque de Cantorbéry, Geoffrey Fisher demande à l'Église épiscopalienne des États-Unis de prendre les fidèles colombiens sous sa protection. Ils furent alors placés, comme tous les fidèles sud-américains, sous l'autorité de l'évêque Reginal Heber Gooden. Sous son épiscopat, l'Église pris conscience de la nécessité de s'ouvrir aux Colombiens, et non plus seulement aux immigrés et expatriés anglophones. En 1961, les premiers services en espagnol eurent lieu à Cali. En 1963, un diocèse indépendant fut créé, au sein de la Province IX de l'Église épiscopalienne des États-Unis.

## Liens
Site officiel